# Vesna Lemaić

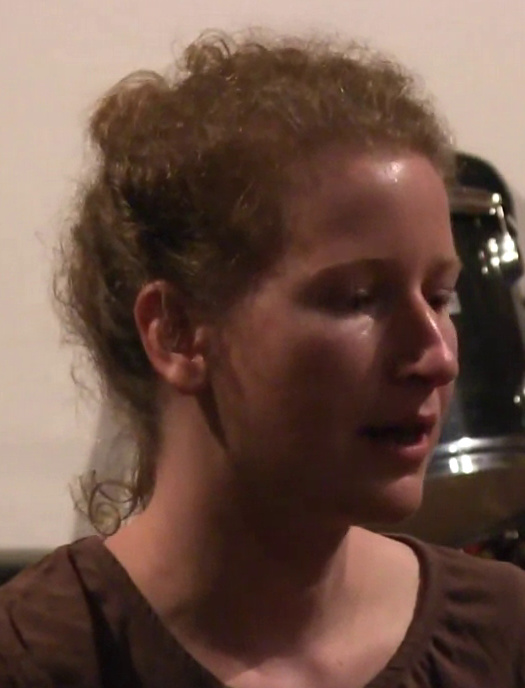
Vesna Lemaić

Vesna Lemaić (* 1981 in Ljubljana, Jugoslawien) ist eine slowenische Schriftstellerin und politische Aktivistin.

## Leben und Werk
Vesna Lemaić studierte Vergleichende Literaturwissenschaft an der Philosophischen Fakultät der Universität Ljubljana und beschäftigte sich in ihrer Abschlussarbeit mit Horrorliteratur. Ihre aktivistischen Tätigkeiten konzentrieren sich einerseits auf die LGBTQ-Szene in Slowenien als auch auf Migration bzw. freiwillige Unterstützung für Geflüchtete. Diese Themen spiegeln sich in ihren literarischen Werken wider.
Sie war als Kuratorin beim Literaturfestival Živa književnost (Lebendige Literatur) des Studentischen Kunst- und Kulturzentrums ŠKUC tätig, gründete den Lesezirkel Anonymus Readers und hielt Workshops zu kreativem Schreiben ab. Sie veröffentlicht Beiträge in verschiedenen slowenischen Literaturzeitschriften, darunter Sodobnost, Diologi, Literatura, und sie war eine der Redakteurinnen des Wörterbuchs LGBTQ slovar: slovar lezbičnih, gejevskih, biseksualnih, transseksualnih, transspolnih in queer besed (LGBTQ Wörterbuch der lesbischen, schwulen, bisexuellen, transsexuelle, transgender und queeren Begriffe).
2008 veröffentlichte sie ihren ersten Kurzgeschichtenband Popularne zgodbe (Populäre Geschichten), für den sie den Preis für das beste literarische Debüt der slowenischen Buchmesse, den Fabula-Preis und den Preis Zlata ptica erhielt. Mit dem letzten Text aus diesem Band gewann sie außerdem den Preis für die beste Kurzgeschichte, der von RTV Slovenija ausgelobt wird. Ihre Texte werden als postmodernistisch und von Elementen aus der Popkultur durchzogen beschrieben. 2014 wurde ihre Kurzgeschichte Bazen (Der Pool) in die Anthologie Best European Fiction aufgenommen. In ihrem Roman Odlagališče (Die Deponie) aus dem Jahr 2010 finden sich Elemente von Fantasy, Abenteuer, Aktivismus und Erotik. In ihrem Roman Kokoška in ptiči (Das Huhn und die Vögel) aus dem Jahr 2014 dreht sich die Rahmenhandlung um die Proteste und Selbstorganisation in den Krisenjahren 2011 und 2012, als vor der slowenischen Börse campiert wurde. 2018 folgte die Kurzgeschichtensammlung Dobrodošli (Willkommen), in welcher sie die Themen Tourismus und Migration gegenüberstellt und Fragen nach Zugehörigkeit und Ausgeschlossenheit, Fremdem und Heimischem aufwirft. 2022 veröffentlichte sie die Kurzgeschichtensammlung Trznil je, odprla je oko („Er zuckte zusammen, sie öffnete ein Auge“), die wie ein Roman anmutet, da darin in chronologischer Reihenfolge die Geschichte der Beziehung zwischen einem Großvater und seiner Enkelin erzählt wird.

## Prosawerke
- Trznil je, odprla je oko (Ljubljana, 2022) („Er zuckte zusammen, sie öffnete ein Auge“)
- Dobrodošli (Ljubljana, 2018) („Willkommen“)
- Kokoška in ptiči (Ljubljana, 2014) („Das Huhn und die Vögel“)
- Odlagališče (Ljubljana, 2010) („Die Deponie“)
- Popularne zgodbe (Ljubljana, 2008) („Populäre Geschichten“)